# Nhandu
Nhandu là một chi nhện trong họ Theraphosidae.

## Các loài
Chi này gồm các loài:
- Nhandu carapoensis Lucas, 1983
- Nhandu cerradensis Bertani, 2001
- Nhandu chromatus Schmidt, 2004
- Nhandu coloratovillosus (Schmidt, 1998)
- Nhandu tripepii (Dresco, 1984)